# Daniel Lissing
Daniel Lissing es un actor australiano, más conocido por haber interpretado a Conrad De Groot en Crownies.

## Biografía
Es muy buen amigo del actor Richard Brancatisano.

## Carrera
En el 2006 apareció como invitado en la exitosa serie australiana Home and Away donde interpretó al bombero Dave Elder.
En el 2011 se unió al elenco de la serie Crownies donde interpretó a Conrad De Groot, el prometido de la abogada Tatum Novak (Indiana Evans), hasta el final de la serie ese mismo año. Ese mismo año apareció en la película Entwined donde interpretó a Aiden.
En el 2012 se anunció que Danniel se uniría al elenco de la serie norteamericana Last Resort donde interpretará a James King, un exoficial SEAL de la Marina y un asesino letal. En la serie aparecerá junto a Autumn Reeser y Daisy Betts.
Ese mismo año se unió al elenco de la película The Cure donde interpretó a Ryan Earl, un miembro de un equipo de investigación que siente que merece mayor reconocimiento y fama. También apareció en la película John Doe donde dio vida a Jake.

## Filmografía

### Serie de televisión
| Año       | Serie                 | Personaje             | Notas                      | 2019 | The Rokiee | boyfriend Jackson | 6 episodios |
| 2015      | Eye Candy             | Ben                   | 2 episodios                |      |            |                   |             |
| 2014—2018 | When Calls the Heart  | Jack Thornton         | 39 episodios               |      |            |                   |             |
| 2012—2013 | Last Resort           | James King            | 13 episodios               |      |            |                   |             |
| 2011      | Crownies              | Conrad De Groot       | 17 episodios               |      |            |                   |             |
| 2010      | Cops: L.A.C.          | Ryan                  | episodio "A Veil of Tears" |      |            |                   |             |
| 2008—2009 | Packed to the Rafters | Heath                 | 2 episodios                |      |            |                   |             |
| 2008      | Out of the Blue       | Angus "Tiger" McKinon | 3 episodios                |      |            |                   |             |
| 2006      | Home and Away         | Dave Elder            | 2 episodios                |      |            |                   |             |

### Películas
| Año  | Título              | Papel     | Notas                                                                              |
| ---- | ------------------- | --------- | ---------------------------------------------------------------------------------- |
| 2016 | “A december bride”  | Seth      | junto a Jessica Lowndes                                                            |
| 2014 | The Answers         | Nathan    | corto - junto a Rose McIver                                                        |
| 2014 | John Doe: Vigilante | Jake      | junto a Jamie Bamber, Lachy Hulme, Paul O'Brien, Sam Parsonson y Fletcher Humphrys |
| 2014 | The Cure            | Ryan Earl | junto a Stephen Lovatt, Nathalie Boltt y Ben Fransham                              |
| 2011 | Entwined            | Aiden     | corto - junto a Kristy Best y Barry Langrishe                                      |
| 2011 | Fidelity            | Sam       | corto - junto a Nicole Cook, Jezzebell Doran, James Kerley y Ally Pinnock          |
| 2010 | The Game            | James     | corto - junto a Mackenzie Brown y Samantha Tolj                                    |
| 2009 | Multiple Choice     | Mark      | corto - junto a Nathaniel Buzolic, David Ritchie y Daniel Webber                   |
| 2009 | Whiteline           | Matt      | corto - junto a Richard Brancatisano y Brendan Maclean                             |

## Premios y nominaciones
| Año  | Categoría                   | Premio                          | Nominado | Resultado |
| ---- | --------------------------- | ------------------------------- | -------- | --------- |
| 2013 | Most Eligible Cleo Bachelor | Cleo Bachelor of the Year Award | -        | Nominado  |